# الضيف (فلم 2019)
الضيف فيلم دراما مصري من إنتاج سنة 2019. الفيلم من إخراج هادي الباجوري، وتأليف إبراهيم عيسى، وإنتاج آي بروداكشنز، ومن بطولة خالد الصاوي، وأحمد مالك، وشيرين رضا، وجميلة عوض. يسلط الفيلم الضوء على قضية الحجاب، وحقيقة وجوبه وحرية المرأة في ارتدائه.

## ملخص القصة
تدور الأحداث في إطار درامي حول شاب ينزل ضيفًا على العشاء لدى أسرة الدكتور يحيى حسين التيجاني بدعوة من ابنته التي تحب هذا الفتى، لكن الدكتور يعيش اسوأ أيامه بعد تعيين حراسة عليه بسبب تهديدات تلاحقه بسبب آرائه الجريئة، ويتحول العشاء إلى نقاش مثير بين الضيف والأب.

## طاقم التمثيل
- خالد الصاوي بدور يحيى حسين التيجاني[4][5]
- أحمد مالك بدور أسامة
- شيرين رضا بدور ميمي
- جميلة عوض بدور فريدة
- كمال أدهم بدور القاضي
- محمد ممدوح (ضيف شرف)
- ماجد الكدواني (ضيف شرف)
- محمود الليثي (ضيف شرف)

## وصلات خارجية
- مقالات تستعمل روابط فنية بلا صلة مع ويكي بيانات